# メーレ
メーレ(イタリア語: Mele)は、イタリア共和国リグーリア州ジェノヴァ県にある、人口約2,700人の基礎自治体（コムーネ）。

## 地理

### 位置・広がり

#### 隣接コムーネ
隣接するコムーネは以下の通り。括弧内のALはアレッサンドリア県 所属を示す。
- ボージオ (AL)
- ジェーノヴァ
- マゾーネ

### 地震分類
イタリアの地震リスク階級 (it) では、3 に分類される
。

## 行政

### 分離集落
メーレには、以下の分離集落（フラツィオーネ）がある。
- Acquasanta, Biscaccia, Fado, Ferriera, Fondo Crosa